# Bat Out of Hell The Musical
Bat Out of Hell är en Rockmusikal skriven av Jim Steinman, baserat på albumet med samma namn. Steinman skrev samtliga sånger, varav de flesta är med i Meat Loaf's trilogi av Bat Out of Hell album; Bat Out of Hell, II: Back into Hell och III: The Monster is Loose. Musikalen är en egen tolkning av historien om Peter Pan & Wendy och utspelas i Obsidian (post-apocalyptic Manhattan). Strat är den evigt unga ledaren av gänget The Lost och han har blivit kär i Raven, dottern till den tyranniske ledaren Falco. Deras kärlek växer när paret slits isär och ett krig mellan The Lost och Institutionen leder till en revolution.
Bat Out of Hell har manus, musik och sångtexter skrivna av Jim Steinman, regi av Jay Scheib och koreografi av Emma Portner. Uppsättningen är producerad av David Sonenberg, Michael Cohl, Randy Lennox och Tony Smith. Skådespelare i originaluppsättningen i London är Andrew Polec som Strat, Christina Bennington som Raven, Rob Fowler som Falco och Sharon Sexton som Sloane.
Musikalen hade sin premiär på Manchester Opera House i Manchester, England, den 17 februari 2017 och spelades där till 29 april 29 samma år. Den tog sig vidare till London Coliseum och spelades där från 5 juni till den 22 augusti 2017 innan de tog sig över till Toronto, Kanada, från den 14 oktober till den 7 januari 2018. Musikalen återvände sedan till London och West End och spelas sedan den 2 april 2018 på Dominion Theatre. 
Musikalen har släppts som CD och på Spotify som ett Original Cast Recording album. 

## Produktioner

### Manchester
Bat Out of Hell påbörjade förhandsvisningar på Manchester Opera House den 17 februari 2017 och hade sedan sitt officiella premiärdatum den 14 mars samma år. Sista föreställningen spelades den 29 april.
Dianne Bourne från Manchester Evening News gav showen en 5-stjärnig recension; "A truly staggering piece of musical theatre, which breaks new boundaries in its staging, choreography and concept on an epic scale." Paul Downham från North West End skrev, "this show has literally changed the way musicals are staged forever."

### London
Bat Out of Hell påbörjade förhandsvisningar på The London Coliseum den 5 juni 2017, hade sin officiella premiär den 20 juni och spelade sin sista föreställning den 22 augusti 2017. Efter sista föreställningen berättade skådespelarna att musikalen återvänder till The West End och kommer spelas på The Dominion Theatre under 2018. Efter avslutandet av produktionen i Toronto har musikalen Bat Out of Hell haft spelats på The Dominion Theatre sedan 19 april 2018 (med förhandsvisningar från 2 april). Biljetter finns för bokning fram tills den 27 oktober.
Produktionen på The London Coliseum blev nominerad till en 2018 Olivier Award för Bäst Ljuddesign, av Gareth Owen (sound designer).

### Toronto
Bat Out of Hell hade sin nordamerikanska premiär på Ed Mirvish Theatre den 14 oktober 2017 och spelades till den 7 januari 2018.

### Oberhausen
Bat Out of Hell har sin tyska premiär på Metronom Theater under hösten 2018.

## Skådespelare och Karaktärer
| Character | Manchester (2017)    | London (2017)        | Toronto (2017-18)    | London (2018)        |
| --------- | -------------------- | -------------------- | -------------------- | -------------------- |
| Strat     | Andrew Polec         | Andrew Polec         | Andrew Polec         | Andrew Polec         |
| Raven     | Christina Bennington | Christina Bennington | Christina Bennington | Christina Bennington |
| Falco     | Rob Fowler           | Rob Fowler           | Rob Fowler           | Rob Fowler           |
| Sloane    | Sharon Sexton        | Sharon Sexton        | Sharon Sexton        | Sharon Sexton        |
| Tink      | Aran MacRae          | Aran MacRae          | Aran MacRae          | Alex Thomas-Smith    |
| Zahara    | Danielle Steers      | Danielle Steers      | Danielle Steers      | Danielle Steers      |
| Jagwire   | Dom Hartley-Harris   | Dom Hartley-Harris   | Billy Lewis Jr       | Wayne Robinson       |
| Ledoux    | Giovanni Spanó       | Giovanni Spanó       | Giovanni Spanó       | Giovanni Spanó       |
| Blake     | Patrick Sullivan     | Patrick Sullivan     | Patrick Sullivan     | Patrick Sullivan     |

## Original Creative Team
| Role                      | Name              |
| ------------------------- | ----------------- |
| Musik, Manus & Sångtexter | Jim Steinman      |
| Regissör                  | Jay Scheib        |
| Scendesign                | Jon Bausor        |
| Koreograf                 | Emma Portner      |
| Ljusdesign                | Patrick Woodroffe |
| Videodesign               | Finn Ross         |
| Ljuddesign                | Gareth Owen       |

## Sånglista
Akt 1
- 1. Love and Death and an American Guitar
- 2. All Revved Up with No Place to Go / The Opening of the Box / 3. Everything Louder Than Everything Else / If It Ain't Broke, Break It
- 3. Who Needs the Young?
- 4. Life Is A Lemon And I Want My Money Back (excerpt)
- 5. Out of the Frying Pan (And Into the Fire) (intro)
- 6. It Just Won't Quit
- 7. Out of the Frying Pan (And Into the Fire) (full song)
- 8. Two Out of Three Ain't Bad
- 9. Paradise by the Dashboard Light
- 10. The Invocation
- 11. Making Love Out of Nothing at All
- 12. Bat Out of Hell

Akt 2
- 1. In the Land of the Pig, the Butcher Is King
- 2. Heaven Can Wait
- 3. Objects in the Rear View Mirror May Appear Closer Than They Are
- 4. Teenager in Love
- 5. For Crying Out Loud
- 6. You Took the Words Right Out of My Mouth (Hot Summer Night)
- 7. Not Allowed to Love
- 8. What Part of My Body Hurts the Most
- 9. Dead Ringer for Love
- 10. Rock and Roll Dreams Come Through
- 11. It's All Coming Back to Me Now
- 12. I'd Do Anything for Love (But I Won't Do That)
- 13. Finale (Bat Out of Hell reprise)